# شوبكي شوبكي (فلم)
شوبكي شوبكي (بالهندية: चुपके चुपके) بالعربية معناه بهدوء هو فيلم كوميدي هندي باللغة الهندية عام 1975  من إخراج هريشيكيش موخيرجي. طبعة جديدة من الفيلم البنغالي Chhadmabeshi،    من بطولة دارميندرا، أميتاب باتشان، شارميلا طاغور، جايا باتشان، أوم براكاش، أوشا كيران، ديفيد أبراهام تشولكار، أسراني وكيشتو موخيرجي . تم تأليف الموسيقى بواسطة SD Burman.  

## حبكة
الأستاذ باريمال تريباثي، الذي يدرس علم النبات ، يقع في حب سوليخا تشاتورفيدي أثناء رحلة علم النبات في كلية نسائية صعودًا. يساعد باريمال حارس دار الضيافة العجوز في السفر إلى قريته في اتجاه أسفل التل حتى يتمكن من زيارة حفيده الذي مرض. وفي الوقت نفسه، يتنكر باريمال في هيئة حارس دار الضيافة من أجل حماية وظيفة الرجل العجوز، لكن سوليخا تكتشف الأمر ذات يوم. لقد سُحرت برؤية شخصية باريمال الحقيقية وتزوج الاثنان. يحب باريمال لعب المقالب وهو نقيض للأساتذة العاديين بينما تشعر سوليخا بالرهبة من راغافيندرا شارما، الزوج " المثقف للغاية" لأختها الكبرى سوميترا، وتنظر إليه على أنه مثلها الأعلى. بفضل الثناء المفرط الذي قدمته سوليخا لراغافيندرا، أصيب باريمال بعقدة نقص وقرر أن يثبت أنه ليس أقل شأناً بأي حال من الأحوال. في هذه الأثناء، كتب راغافيندرا رسالة إلى شقيق سوليكا وسوميترا الأكبر، هاريباد، يطلب منه إرسال سائق له يستطيع التحدث باللغة الهندية بشكل جيد لأن سائقه الحالي، جيمس ديكوستا، يستخدم لهجة غير لائقة. وهذا يوفر الفرصة المثالية لـ Parimal لرؤية والتفاعل مع Raghavendra. يتنكر باريمال في صورة "بيار موهان إلاهابادي"، وهو سائق سيارة ثرثار يتظاهر بأنه يكره اللغة الإنجليزية ولذلك يتحدث اللغة الهندية فقط. وهكذا تبدأ كوميديا الأخطاء عندما يلعب باريمال وسوليخا مقلبًا تلو الآخر على راغافيندرا وسوميترا غير المنتبهين.
أولاً، يتظاهر الزوجان بأن سوليخا ليست سعيدة بزواجها الجديد من باريمال، وثانيًا، يعطون الانطباع بأن سوليخا لديها علاقة غرامية خارج نطاق الزواج مع بياري موهان، وإذا لم يكن ذلك كافيًا، فقد جعلوا صديق باريمال القديم، سوكومار سينها، أستاذ الأدب الإنجليزي ، يتصرف مؤقتًا كـ باريمال ويصوره كمحاضر جاد وممل، وهو العكس تمامًا من شخصية باريمال الحقيقية. صديق باريمال القديم الآخر، براشانت كومار شريفاستافا، هو أيضًا مشارك في هذه الخدعة. فاسودا، الأخت الصغرى لزوجة براشانت، لاتا، تشك في أن "باريمال" المزيف (سوكومار) يخون زوجته "سوليخا"، عندما يحاول التقرب منها. يقع سوكومار في حب فاسودا، التي تعتقد في البداية أنه باريمال، لكن سوكومار يكشف لها الدراما الحقيقية وراء كل هذا الخلط في المواقف، في حين تشعر لاتا أيضًا بالغضب بسبب أحدث علاقة "خارج نطاق الزواج". ومع ذلك، نحو النهاية، يهرب سوكومار وفاسودا من المنزل ويتزوجان في معبد بمباركة براشانت، حيث يجبر هاريباد بياري موهان على "قتل" نفسه حتى يتمكن باريمال من الظهور على السطح. وهكذا، فإن راغافيندرا وسوميترا ولاتا فهموا العملية بأكملها، واعترف راغافيندرا أخيرًا بأنه تم خداعه حقًا. تدور أحداث الفيلم حول حل هذه الحوادث المضحكة.

## الممثلون
- دارميندرا بدور البروفيسور باريمال تريباثي / بياري موهان اللهبادي وزوج صليخة
- أميتاب باتشان في دور البروفيسور سوكومار سينها (كومار)
- شارميلا طاغور في دور سوليخا شاتورفيدي تريباثي، زوجة باريمال
- جايا باتشان في دور فاسودا كومار
- أوم براكاش في دور المحامي السابق راغافيندرا كومار شارما (راغاف).
- ليلي تشاكرافارتي في دور لاتا كومار سريفاستاف
- أسراني في دور براشانت كومار سريفاستاف
- ديفيد أبراهام تشولكار في دور Haripad Chaturvedi
- كيشتو موخرجي في دور جيمس دكوستا، سائق
- أوشا كيران في دور سوميترا شارما
- فيشال ديساي (مست بيتو) في دور راتنا
- آرتي
- أمول سين بدور حارس بوابة أوم براكاش
- هاريش ماجون في دور اللص
- تشايتالي
- ديف كيشان في دور تشوكيدار
- لاليتا سينها
- نايانا أبتي
- ماسترجي

## الموسيقى التصويرية
جميع كلمات الأغنية من تأليف أناند باكشي ‏ ، وجميع الموسيقى من تأليف SD Burman
| الرقم           | عنوان                           | التشغيل                | طول   |
| --------------- | ------------------------------- | ---------------------- | ----- |
| 1.              | "باجون مين كايسي يي فول"        | لاتا مانجيشكار وموكيش  | 4:30  |
| 2.              | "تشوبكي تشوبكي تشال ري بوربايا" | لاتا مانجيشكار         | 5:04  |
| 3.              | "سا ري جا ما"                   | كيشور كومار ومحمد رافي | 3:08  |
| 4.              | "أب كي ساجان ساوان مين"         | لاتا مانجيشكار         | 4:41  |
| الطول الإجمالي: | الطول الإجمالي:                 | الطول الإجمالي:        | 17:25 |

## روابط خارجية
- شوبكي شوبكي على موقع IMDb (الإنجليزية)
- شوبكي شوبكي على موقع روتن توميتوز (الإنجليزية)
- شوبكي شوبكي على موقع نتفليكس (الإنجليزية)
- شوبكي شوبكي على موقع قاعدة بيانات الفيلم (الإنجليزية)
- شوبكي شوبكي على موقع ليتربوكسد (الإنجليزية)
- شوبكي شوبكي على موقع كينوبويسك (الروسية)